# Работка (приток Ниши)
Работка — река в России, протекает в Крестецком районе Новгородской области. Устье реки находится в 55 км по правому берегу реки Ниша, напротив деревни Подлитовье. Длина реки — 11 км.
На реке, рядом с местом пересечения реки автотрассой М10, расположена деревня Зайцево — центр Зайцевского сельского поселения.

## Данные водного реестра
По данным государственного водного реестра России относится к Балтийскому бассейновому округу, водохозяйственный участок реки — Бассейн оз. Ильмень без рр. Мста, Ловать, Пола и Шелонь, речной подбассейн реки — Волхов. Относится к речному бассейну реки Нева (включая бассейны рек Онежского и Ладожского озера).
Код объекта в государственном водном реестре — 01040200512102000021678.